# Mehdi Ben Barka
Mehdi Ben Barka (en árabe, المهدي بن بركة) fue un matemático y político marroquí, activista por la independencia y más tarde disidente del régimen de Hasan II, cofundador de los partidos políticos Istiqlal y UNFP y figura dirigente del movimiento tercermundista. Nació en Rabat en 1920 y murió en extrañas circunstancias en París en 1965. Su secuestro y asesinato a manos, aparentemente, de los servicios secretos franceses es uno de los episodios más emblemáticos de la época de la historia de Marruecos conocida como años de plomo.

## Primeros años
Mehdi Ben Barka nació en Rabat (Marruecos) en 1920, en el seno de una familia de clase media baja: su padre era recitador del Corán en una mezquita y vendedor de té y azúcar. Mehdi asistió a la escuela coránica hasta los nueve años. La familia sólo tenía recursos para que uno de los hijos fuese a la escuela más allá de esa edad, y le tocó al hermano mayor, quien estudió en un colegio francés. Mehdi acompañó todos los días a su hermano y lo esperó en la puerta hasta la salida. La maestra francesa acabó por invitarle a entrar como oyente y se reveló como un estudiante excepcional. Llegó a ser el primer licenciado en matemáticas de Marruecos.
En su adolescencia frecuentó círculos nacionalistas. El movimiento independentista marroquí, que vio en él a un futuro cuadro, fue quien corrió con los gastos de sus estudios secundarios. Una beca de la Residencia (el gobierno francés en Marruecos) le permitió después realizar estudios universitarios en Argel y convertirse en el único marroquí de la época licenciado en Ciencias. La agitación nacionalista que acompañó a la Segunda Guerra Mundial impidió que hiciera el doctorado, dedicándose a partir de entonces por entero a la política.

## Del Istiqlal al exilio
En 1944 Mehdi Ben Barka fue uno de los firmantes del Manifiesto por la independencia, que era al mismo tiempo el acta de creación del Partido de la Independencia, más conocido por su nombre árabe: Istiqlal. Esto le valió, como a otros líderes nacionalistas, dos años de cárcel. Al salir se dedicó a labores de organización interna del partido, particularmente a la creación de un archivo de documentación y de un diario, Al-Alam («La Bandera»). Su intensa actividad le valió el mote de Dinamo que conservó por el resto de su vida. Como el partido Istiqlal era ilegal —aunque más o menos tolerado por las autoridades de ocupación—, no tenía sedes públicas: en Rabat era la casa familiar de Ben Barka, que quedaba en la Medina (o ciudad vieja), la que servía de lugar de reunión, de trabajo y de encuentro con la prensa. 
Ben Barka se convirtió pronto en una figura de referencia dentro del movimiento nacionalista marroquí, a pesar de sus diferencias de edad y extracción social con los líderes nacionalistas históricos, como Allal al-Fasi o Ahmed Balafrej. Al contrario que ellos, Ben Barka veía en el nacionalismo únicamente una bandera bajo la cual acometer lo que realmente importaba, que era la modernización de Marruecos: acabar con el subdesarrollo, el analfabetismo, las estructuras feudales y las desigualdades sociales. Ben Barka quería que el Istiqlal fuese el partido de la modernidad y que al mismo tiempo fuera un partido popular, esto es, ligado a todos los sectores sociales, con especial atención al proletariado urbano y a los habitantes de los barrios de chabolas (villas), que eran el nexo entre la ciudad y el campo (el Istiqlal era sobre todo una organización urbana). De este modo, Ben Barka se acercó, y también acercó progresivamente al Istiqlal, a posiciones de tipo socialista, lo que a la larga sería causa de una fractura dentro del partido. En aquellos momentos, sin embargo, estas posiciones eran en gran medida la clave del éxito del partido y de la popularidad de Ben Barka. 
En 1951 Ben Barka fue enviado al destierro en el Atlas. Durante tres años, se le obligó a internarse más y más en las montañas, hasta reducir su contacto con la vida urbana a una visita anual de su familia. Ben Barka aprovechó el aislamiento para estudiar: economía del desarrollo, sociología, inglés y tamazight. En las cartas que enviaba a su familia, relatando la monotonía cotidiana, incluía mensajes con tinta invisible para sus compañeros de lucha. 
Mientras duró el destierro de Ben Barka, las tensiones en las ciudades se recrudecieron. En Casablanca centenares de manifestantes fueron muertos a tiros por la policía francesa en diciembre de 1952. En 1953, el sultán Mohammed ben Yusef inició su huelga del sello, negándose a firmar las leyes y decretos que le presentaba la Residencia. Ésta decidió sustituirlo por un pariente suyo más dócil, el anciano Mohammed Ben Arafa, y envió a Mohammed y al príncipe heredero Hasan al exilio en Madagascar, lo que convirtió al monarca automáticamente en un héroe para la mayoría de los marroquíes. Un sector del nacionalismo pasó a la lucha armada, formando el Ejército de Liberación de Marruecos, conocido como la Resistencia, que enseguida estableció contactos con el nacionalismo armado de Argelia, lo que inquietó profundamente a Francia. Los dirigentes nacionalistas encarcelados o deportados eran vistos entonces como interlocutores válidos, en la medida en que no se les podía considerar culpables de acciones como el sangriento atentado de diciembre de 1953 en Casablanca, donde decenas de franceses que hacían sus compras de Navidad murieron a consecuencia de una bomba. Ben Barka y otros líderes nacionalistas fueron liberados. A principios de 1955 formó parte de la delegación del Istiqlal en la Conferencia de Aix-les-Bains (Francia), en la que se acordó la «independencia en la interdependencia» de Marruecos, con Mohammed V como rey. A cambio, los nacionalistas marroquíes cortaron lazos con la resistencia argelina.
El Marruecos independiente se puso en marcha con un rey a la cabeza, fuertes alianzas con la antigua potencia colonial, y un Istiqlal hegemónico y empeñado en asegurar la permanencia del statu quo pactado: el partido nacionalista emprendió acciones contra quienes, dentro o fuera de sus filas, cuestionaban la monarquía, proseguían la lucha armada, apoyaban a los independentistas argelinos o criticaban la hegemonía del Istiqlal. En esta oleada represiva hubo incluso muertos, como Abbas Mesaadi, líder de la Resistencia, o el comunista Abdelkrim ben Abd Allah. La reputación de Ben Barka, que como dirigente del partido no podía ser totalmente ajeno a todo ello, resultó sin embargo preservada y siguió siendo una de las figuras más carismáticas del nuevo Marruecos. 
Por ello, Mohammed V lo nombró presidente del primer parlamento marroquí, aunque dicho órgano era más bien un consejo consultivo que asistía al rey, ya que el reparto de poder entre el antiguo sultán y la clase política seguía sin quedar netamente definido.
En esos años (mediados de los 50), Ben Barka se dedicó también a viajar y a tomar contacto con movimientos y líderes del Tercer Mundo en lucha contra el colonialismo o el neocolonialismo: fue recibido por Burguiba, Nasser, Hồ Chí Minh o Mao en sus respectivos países, donde Ben Barka buscaba recetas contra el subdesarrollo y el feudalismo que pudieran exportarse a Marruecos. Ese fue el inicio de su carrera en la política internacional como líder del movimiento tercermundista. 
Sin ser ministro ni poseer ningún otro cargo con poder ejecutivo, su prestigio era tal que logró implantar en Marruecos experiencias piloto inspiradas en las de países con gobiernos socialistas, como iniciativas de trabajo voluntario para la creación de infraestructuras. Entre ellas se destacó la escuela taller de la Carretera de la Unidad, una carretera que unió los antiguos territorios español y francés de Marruecos, y a través de cuya construcción se pretendió formar a miles de jóvenes marroquíes. 
En 1959 explotaron en el seno del Istiqlal las tensiones que venían arrastrándose desde años atrás en relación con cuestiones como la relación entre el rey y la clase política y el reparto de poder subsiguiente (tema mantenido en equilibrio desde la independencia), o la relación entre las viejas estructuras sociales y de poder (El Majzén) con los deseos de transformación social y económica defendidos, entre otros, por Ben Barka. Este y otros militantes exigieron una definición clara de la estructura del Estado marroquí, con la adopción de una constitución y la limitación de los poderes del monarca, y la sustitución de las estructuras majzenianas de poder fáctico por instituciones democráticas. La mayoría de los dirigentes del Istiqlal interpretó que la corriente de Ben Barka estaba llanamente en contra de la monarquía. De este modo, Ben Barka, Mohammed Basri y Abderrahim Bouabid, quienes tenían el apoyo de la mayor parte de los sindicalistas y juventudes del partido, fueron forzados a salir de él. Crearon entonces la Unión Nacional de Fuerzas Populares (UNFP).
La UNFP tuvo una orientación marcadamente de izquierdas y denunció desde el principio la corrupción que a su juicio invadía las incipientes instituciones marroquíes, la pervivencia del feudalismo y la alianza de este con los hombres de negocios extranjeros. Reclamó elecciones libres, una constitución, la alfabetización, la reforma agraria y el final de la exclusión social de las mujeres. Bastaron tres meses para que los dirigentes del nuevo partido fueran encarcelados, y su periódico, prohibido. Ben Barka se exilió voluntariamente en París.

## Exilio y actividad internacional
Desde la capital francesa, Ben Barka siguió en contacto con la oposición marroquí (para la que su domicilio se volvió una especie de sede en Europa) pero se dedicó cada vez más a tareas de organización dentro del movimiento tercermundista con el que había tomado contacto unos años antes. Fue elegido para el comité ejecutivo del Fondo de Solidaridad Afroasiática, núcleo del movimiento de los no alineados.
En 1962 Ben Barka regresó a Marruecos para participar en el II Congreso de la UNFP. Tuvo un recibimiento multitudinario. Su informe para el congreso, sin embargo, fue considerado demasiado «revolucionario» por sus compañeros, que no dejaron que fuese leído desde la tribuna. 
Mohammed V había muerto, y desde hacía un año reinaba Hasan II. El equilibrio y la tensión de poderes que existía desde la independencia se había resuelto en una monarquía absoluta de hecho. Se aprobó una constitución redactada por juristas franceses que pretendía dar aires democráticos al régimen: el Istiqlal la apoyó, pero fue rechazada de plano por la UNFP. En la víspera del referéndum constitucional, Ben Barka, que era seguido permanentemente por la polícía desde su regreso, sufrió un intento de asesinato cuando el automóvil en el que viajaba a Casablanca fue empujado por otro automóvil hacia un barranco. El líder de la UNFP se salvó con una lesión cervical leve. 
En 1963 se presentó a las primeras elecciones legislativas por el distrito de Yaqub al-Mansur, un suburbio de Rabat. Sus mítines electorales (vetados en la radio y la televisión) se enfrentaban radicalmente contra el poder personal del rey. El resultado de las elecciones dio la victoria a un partido recién creado por personajes vinculados al palacio, seguido de lejos por el Istiqlal y la UNFP. La oposición denunció el fraude. Dos meses más tarde, cuando los diputados aún no habían tomado posesión de sus escaños, millares de militantes de la UNFP, incluido todo su Comité Ejecutivo, fueron detenidos y torturados bajo la sospecha de preparar un complot contra la vida de Hasan II. Ben Barka logró huir y salir del país hacia un segundo exilio. Encontró refugio en Argelia, donde el presidente Ben Bella lo protegió y le asignó tareas relacionadas nuevamente con el movimiento tercermundista.
En 1964 se celebró en Rabat el proceso contra la UNFP por el supuesto complot contra el rey. Hubo veinte condenas a muerte, entre ellas la de Ben Barka, juzgado en rebeldía. Todos los condenados a muerte, excepto él, fueron indultados poco después. Ben Barka había sido denigrado públicamente en Marruecos a causa de su rechazo a la Guerra de las Arenas, que ese año enfrentó a su país natal con su país de acogida, Argelia, lo que fue presentado por las autoridades marroquíes como connivencia con el enemigo. 
Entre tanto, Ben Barka continuaba su actividad como organizador del movimiento tercermundista, ganando relevancia a escala internacional. En 1965 no tenía residencia fija: como presidente de la comisión preparadora de la Conferencia Tricontinental, que debía celebrarse en La Habana el año siguiente, vivía a caballo entre Francia, Argelia, Egipto y Cuba, entre otros lugares. En marzo, Marruecos se conmovió con la durísima represión contra unos disturbios populares en Casablanca; poco después, Hasan II anunció su intención de emprender reformas e hizo llegar un mensaje al matemático Ben Barka que decía: «Debo resolver una ecuación en Marruecos». Ben Barka, que seguía condenado a muerte, consideró la idea de volver a su país, con la condición de que se emprendieran profundas reformas sociales y que su retorno fuese después de la celebración de la Tricontinental. En junio, sin embargo, Hasan II abandonó la idea de hacer reformas y se inclinó por el método opuesto: decretar el estado de excepción, disolver el parlamento y ponerse a sí mismo a la cabeza de un gobierno designado, cuyo ministro de Justicia era el juez que condenó a muerte a Ben Barka, y su ministro del Interior el general Mohammed Ufqir, quien era el jefe de la policía en las vísperas del plebiscito constitucional de 1962, cuando ocurrió el intento de asesinato de Ben Barka.

## Desaparición de Ben Barka
Ben Barka fue secuestrado el 29 de octubre de 1965 en París por agentes de la policía francesa, cuando se dirigía a una cita con el cineasta Georges Franju para preparar el rodaje de una película sobre la descolonización. Desde entonces no se tuvieron más noticias de él.
La investigación judicial que siguió estableció que Ben Barka fue trasladado a un chalet de un pueblo cercano donde fue torturado hasta la muerte por agentes secretos franceses, dirigidos aparentemente por el entonces ministro del interior del reino alauí, Mohammed Ufqir, quien habría participado en persona en el asunto. El juicio, celebrado en 1967, condenó a penas de cárcel a varios de los implicados, incluido Ufqir, que fue juzgado en rebeldía y condenado a cadena perpetua. Sin embargo, no se logró averiguar todos los detalles de la trama, especialmente la implicación de los gobiernos francés y marroquí como tales, o de sus servicios secretos, las razones precisas del secuestro, las posibles complicidades de otras organizaciones como la CIA o el paradero del cuerpo de Ben Barka. Por esta razón, el proceso sigue abierto, aunque casi todos los testigos conocidos han ido muriendo a lo largo de los años, la mayoría por causas no naturales.
Con el cambio de siglo, y coincidiendo con la relativa apertura política en Marruecos, dos testimonios nuevos han arrojado nueva luz sobre el caso Ben Barka. Uno es el del antiguo agente de la seguridad marroquí Ahmed Bujari, que asegura que el cuerpo de Ben Barka fue trasladado al centro de detención clandestino de Dar al-Muqri, en Rabat, donde fue disuelto en una gran caldera de ácido que el propio Bujari había tenido que hacer fabricar para la ocasión. El otro testimonio es el del antiguo comisario Lucien-Aimé Blanc, compañero de los dos policías franceses condenados por el asunto Ben Barka, que hizo públicas las transcripciones de escuchas telefónicas realizadas por los servicios secretos franceses a quienes planeaban la desaparición de Ben Barka, lo que demostraría que el gobierno de la época al menos conocía los planes de secuestro.
Los Estados francés y marroquí han negado siempre cualquier implicación oficial en el caso. Marruecos, desde la muerte de Ufqir en 1972, ha admitido la participación del general en el secuestro, pero atribuyéndola a un acto individual producto de su enemistad personal con Ben Barka, y no a un plan institucional.